# Taphozous georgianus
Taphozous georgianus (Thomas, 1915) è un pipistrello della famiglia degli Emballonuridi endemico dell'Australia.

## Descrizione

### Dimensioni
Pipistrello di medie dimensioni, con la lunghezza della testa e del corpo tra 75 e 89 mm, la lunghezza dell'avambraccio tra 66 e 75 mm, la lunghezza della coda tra 22,9 e 39,4 mm, la lunghezza del piede tra 9,8 e 14,7 mm, la lunghezza delle orecchie tra 17 e 24 mm e un peso fino a 51 g.

### Aspetto
La pelliccia è corta. Le parti dorsali sono marroni, mentre le parti ventrali sono leggermente più chiare e grigiastre. La testa è relativamente piatta e triangolare, il muso è conico, con una depressione tra gli occhi e privo di peli. È privo della sacca golare, mentre è presente una sacca ghiandolare tra l'avambraccio ed il primo metacarpo. Il labbro inferiore è attraversato un solco longitudinale superficiale. Gli occhi sono relativamente grandi. Le orecchie sono triangolari con la punta smussata, rivolte all'indietro, separate tra loro, con diverse pieghe sulla superficie interna del padiglione auricolare. Il trago è corto, largo e con l'estremità leggermente arrotondata, mentre l'antitrago è lungo, semi-circolare e si estende quasi fino all'angolo posteriore della bocca. Le membrane alari sono lunghe, strette, color bruno seppia e semi-trasparenti. La coda è lunga e fuoriesce dall'uropatagio a circa metà della sua lunghezza. Il calcar è lungo.

## Biologia

### Comportamento
Si rifugia nelle fenditure rocciose, grotte e ambienti simili dove forma colonie fino a 100 individui. Durante il riposo mantiene una posizione insolita aggrappata alle pareti con gli avambracci allargati.

### Alimentazione
Si nutre di insetti.

### Riproduzione
Gli accoppiamenti avvengono tra la fine di agosto e gli inizi di settembre. Le femmine danno alla luce un piccolo alla volta tra la fine di novembre e gli inizi di dicembre.

## Distribuzione e habitat
Questa specie è diffusa nella parte settentrionale degli stati australiani dell'Australia occidentale, Territorio del Nord e Queensland. È inoltre presente su diverse isole costiere tra le quali Groote Eylandt.

## Conservazione
La IUCN Red List, considerato il vasto areale, la tolleranza a dicversi tipi di habitat e la popolazione presumibilmente numerosa, classifica T.georgianus come specie a rischio minimo (Least Concern)).